# Хонгду ЈЛ-10
Хонгду ЈЛ-10 или Л-15 Фалкон је кинески суперсонични двомоторни млазни школско-борбени авион, намењен како обуци војних пилота, тако и јуришним дејствима. Развила га је кинеска компанија Хонгду из Нанчанга.

## Развој и дизајн
Макета авиона Хонгду ЈЛ-10 / Л-15 први пут је јавности представљена 2004. године на авиосалону у Џухају. У развоју авиона Хонгду ЈЛ-10 кинеској компанији Хонгду асистирао је руски дизајнерски биро Јаковљев, творац авиона Јак-130. Стога, сличности у дизајну та два авиона не би требало да чуде. Први прототип авиона Хонгду ЈЛ-10 обавио је свој први пробни лет 13. март 2006. године. Хонгду ЈЛ-10 поседује шест подвесних тачака за наоружање, четири испод крила и две на крајевима крила. Авион може да понесе до три и по тоне наоружања, намењеног како нападима на циљеве на земљи, тако и против-ваздушној борби. Замбија је први инострани купац овог авиона. Набавила је шест примерака, а планира да купи још најмање толико. Народноослободилачка армија Кине користи овај тренажни авион у свом ратном ваздухопловству и у морнаричкој авијацији ратне морнарице.

## Корисници
- Замбија
- НР Кина
- Венецуела
- Уједињени Арапски Емирати
- Етиопија